# Tropidodipsas philippii
Tropidodipsas philippii — вид змій родини полозових (Colubridae). Ендемік Мексики.

## Поширення і екологія
Tropidodipsas philippii мешкають у двох окремих регіонах на тихоокеанських схилах Мексики, один з яких простягається від узбережжя Сіналоа на південь до центрального Наярита, узбережжя південного Халіско, сусідніх районів Коліми та північно-західного Мічоакана, а другий розташований на західному узбережжі Оахаки. Вони живуть в сухих і напівсухих чагарникових заростях і колючих лісах, трапляються в широколистяних тропічних лісах. Зустрічаються на висоті до 850 м над рівнем моря.